# Lucien Chopard
Pour les articles homonymes, voir Chopard (homonymie).
Lucien Maurice Chopard est un entomologiste français, né le 30 août 1885 à Paris 3e et mort le 16 novembre 1971 à Paris 14e.
Il obtient un doctorat ès-sciences en 1920 à la Faculté des sciences de Paris avec une thèse intitulée Recherches sur la conformation et le développement des derniers segments abdominaux chez les orthoptères. Après avoir été nommé correspondant du Muséum national d'histoire naturelle en 1919, il entre dans cette institution en 1931 dans le laboratoire d’entomologie et reçoit la charge du vivarium. Il devient sous-directeur en 1936, puis professeur en 1951 avant de partir à la retraite en 1955. Chopard est un spécialiste des orthoptères. Il étudie les Mantidae rapportés par Charles Alluaud (1861-1949) et René Gabriel Jeannel (1879-1965) de leur voyage en Afrique orientale (1911-1912).
Il devient membre de la Société entomologique de France en 1901 qui le distingue en le nommant secrétaire général honoraire en 1950. Il traduit de l’anglais l’ouvrage de Sir Vincent Brian Wigglesworth (1899-1994), Physiologie des insectes (Dunond, Paris, 1959). Il préside en 1931 la Société zoologique de France.

## Note
1. ↑  Archives de l’état civil de Paris en ligne, acte de naissance N° 3/1403/1885, avec mention marginale du décès
2. ↑  Un titre surtout honorifique.

## Liste partielle des publications
- 1922 : Faune de France. 3, Orthoptères et dermaptères (Paul Lechevalier, Paris).
- 1929 : « Note sur les orthoptères cavernicoles du Tonkin », Bulletin de la Société zoologique de France, LIV : 424-438.
- 1938 : La biologie des orthoptères (Paul Lechevalier, Paris).
- 1942 : avec Jacques Berlioz (1891-1975), Léon Bertin (1896-1954) et P. Laurent, Les Migrations animales (Gallimard, Paris, coll. «L'avenir de la science»).
- 1943 : Orthoptéroïdes de l'Afrique du Nord (Larose, Paris).
- 1945 : La Vie des sauterelles (Gallimard, Paris).
- 1947 : Atlas des aptérygotes et orthoptéroïdes de France (Boubée, Paris).
- 1948 : Atlas des libellules de France, Belgique, Suisse (Boubée, Paris).
- 1949 : Le Mimétisme, les colorations animales, dissimulation des formes et déguisements, ressemblances mimétiques (Payot, Paris).
- 1951 : Faune de France. 56, Orthoptéroïdes (Paul Lechevalier, Paris).
- 1967 : Orthopterorum catalogus. Pars 10, Grillides : fam. Gryllidae, subfam. Gryllinae (W. Junk, s'-Gravenhage).

## Source
- Jacques d'Aguilar (1971). Le professeur Lucien Chopard (1885-1971), Bulletin de la Société entomologique de France, 76 (9-10) : 240-241.  (ISSN 0037-928X)